# バルト・デ・クレルク
バルト・デ・クレルク（Bart De Clercq、1986年8月26日 - ）は、ベルギー、ゾットヘム出身の自転車競技（ロードレース）選手。

## 来歴
2010年
- ツール・ド・モズル 総合優勝

2011年、オメガファーマ・ロットと契約を結ぶ。
- 上りゴールとなったジロ・デ・イタリア第7ステージにおいて、ミケーレ・スカルポーニらのゴール直前の猛追を退け区間優勝。

2012年
- ブエルタ・ア・エスパーニャ 総合17位

2018年、ワンティ・グループゴベールに移籍。